# Lotario (ópera)
Lotario (HWV 26) es una ópera en tres actos de Georg Friedrich Händel. El libreto en italiano fue adaptado de la obra Adelaide de Antonio Salvi, basada en la historia de Lotario I. Fue estrenada en el King's Theatre in the Haymarket de Londres el 2 de diciembre de 1729. Tuvo 10 representaciones pero, una vez fue quitada del cartel, nunca más volvió a representarse y Handel terminó reutilizando parte del material en óperas posteriores.
La primera producción moderna tuvo lugar en el Kenton Theatre de la ciudad de Henley-on-Thames el 3 de septiembre de 1975.
La primera representación moderna tuvo lugar también en Brunswick en 1928. Actualmente, es poco representada; en las estadísticas de Operabase aparece con sólo 2 representaciones en el período 2005-2010.

## Personajes
| Personaje                         | Tesitura             | Reparto el 2 de diciembre de 1729 Director: |
| --------------------------------- | -------------------- | ------------------------------------------- |
| Adelaida (reina de Italia)        | soprano              | Anna Maria Strada                           |
| Lotario (rey de Alemania)         | contralto / castrato | Antonio Bernacchi                           |
| Berengario (duque de Spoleto)     | tenor                | Annibale Pio Fabri                          |
| Matilde (esposa de Berengario)    | mezzosoprano         | Antonia Merighi                             |
| Idelberto (hijo de Berengario)    | contralto            | Francesca Bertolli                          |
| Clodomiro (general de Berengario) | bajo                 | Johann Gottfried Riemschneider              |